# 黑冠鹃隼
黑冠鹃隼（学名：Aviceda leuphotes）为鹰科鹃隼属的一种中小型猛禽。其身体主要为黑色，有褐色或白色的斑块，其羽冠常竖立。该鸟主要以昆虫为食。黑冠鹃隼为群居鸟类，在迁徙时会形成庞大的鸟群，在越冬地也常与同伴一同捕猎与休息。目前黑冠鹃隼虽有面临盗猎与栖息地破坏的威胁，但其种群较大，IUCN将其评为“无危”。

## 外貌描述

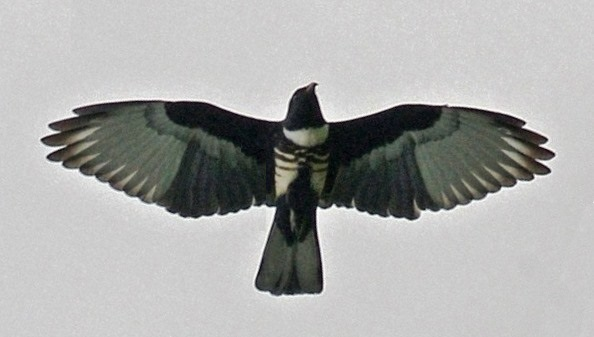
黑冠鹃隼翅膀底部的图案

黑冠鹃隼为小型猛禽，体长28—35厘米，翼展64—74厘米，雄性略小于雌性。其体格矮壮，尾部长度中等，翅膀宽而圆，末端可延伸过尾部。该鸟头部有常竖立的羽冠。成年黑冠鹃隼大体为黑色，背部有白色的斑块，外部次级飞羽为褐色或褐白相间，胸部有褐色与白色的斑纹。其内部次级飞羽为黑色、白色或棕红色，翅膀内侧有白斑。幼鸟外貌与成鸟相似，但更为黯淡，喉部有白色斑纹，羽冠为褐色，背部的白斑更大。

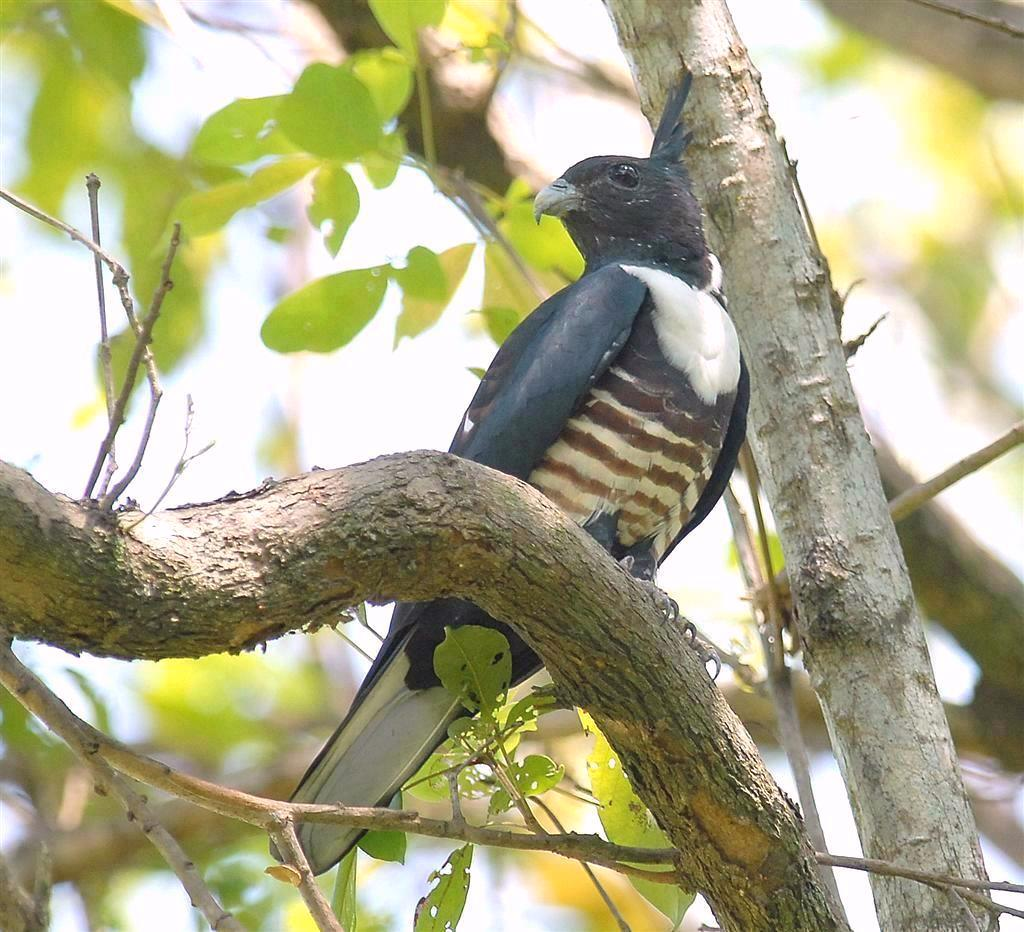
停歇于树木上的黑冠鹃隼，其竖立的羽冠清晰可见

## 物种命名
黑冠鹃隼由法国动物学家夏尔·迪蒙·德圣克鲁瓦于1820年命名。其属名“Aviceda”由拉丁语词语与词尾组合而来，前者意为“鸟”，后者则意为“杀手”。种加词则来源于希腊语的，意为“羽冠”。该鸟的正模标本产自印度本地治里。

## 亚种
黑冠鹃隼目前有以下四个亚种，但学界对除去指名亚种外其余亚种是否成立尚有争议：
- 指名亚种：该亚种分布于印度东南部与斯里兰卡；
- 安达曼亚种：该亚种分布于安达曼群岛南部；
- 南方亚种：该亚种于印度北阿坎德邦至中国华东与老挝的地域繁殖，在泰国、马来半岛与爪哇岛越冬。其亚种名来自于印地语中“蓝黑”或“深色”一词。比起指名亚种，其翅膀内侧有更多深色条纹，背部的褐色与白色图案更少；
- 四川亚种：该亚种仅有于1948年产自四川省峨眉山的一具孤例标本，其亚种名来自于先后随军驻扎于菲律宾和韩国的美国陆军上校劳埃德·雷蒙德·沃尔夫。

此外，缅甸南部与泰国的西部的种群一般认为属于指名亚种，但亦可能属于南方亚种。

## 生态与习性

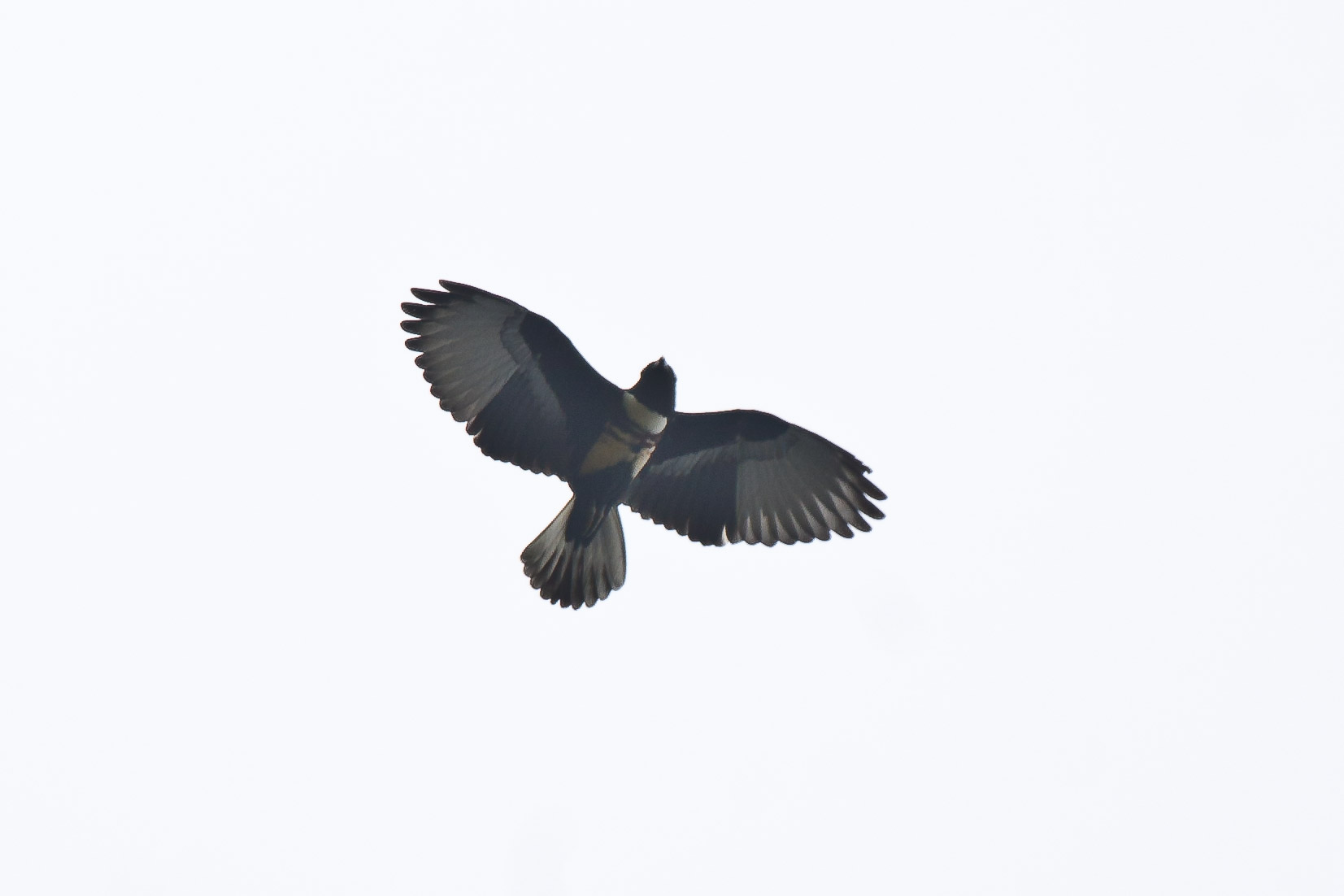
飞行中的黑冠鹃隼，注意其胸部褐白相间的图案

### 栖息地
黑冠鹃隼最常栖息于林间空地与溪流充足的森林中，亦可于次生林与竹林中觅其踪影。其栖息地海拔一般不超过1500米。该鸟在迁徙或越冬时有时会出现于红树林、果园、稻田等地。

### 食性

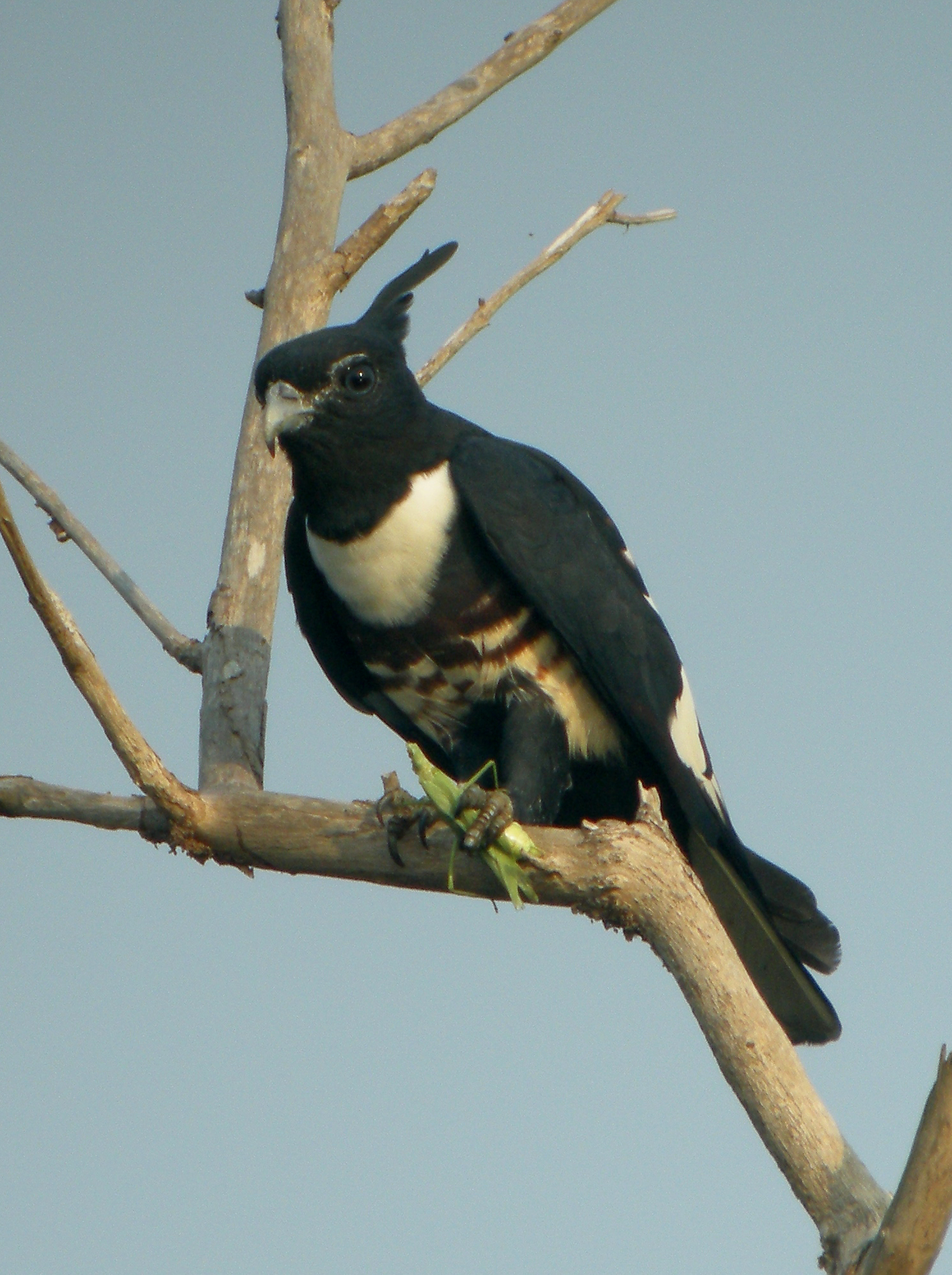
捕食蝗虫的黑冠鹃隼

黑冠鹃隼主要以昆虫为食。其一般在高处的栖木上等候，在看见猎物后一跃而下将其擒住。该鸟有时还会翻找落叶堆中的昆虫。其还会尾随成群觅食的雀鸟以捕食逃离这些鸟类的猎物。黑冠鹃隼偏好捕食甲虫、直翅目昆虫以及有翅繁殖蚁。对该鸟在印度西孟加拉邦种群的研究称其猎物有约一半为昆虫幼虫。该鸟还会捕食诸如褐喉食蜜鸟等小型脊椎动物。此外，有记录称该鸟会食用油棕的果实。

### 繁殖
黑冠鹃隼的繁殖季有一定地区差异：在缅甸为3—5月，印度西南部为2—6月，印度东北部为4—6月。雄鸟在求偶时会在空中做出类似苍鹰的之字飞行动作。双方亲鸟均会全程参与筑巢和育雏，但雌鸟会比雄鸟投入更多的时间。其鸟巢多位于靠近水域、枝繁叶茂的大树上，由草、树叶与纤维筑成。黑冠鹃隼一窝一般有鸟蛋2-3枚，孵化期约为26日。幼鸟在孵化后29日左右离巢。

### 迁徙
黑冠鹃隼位于热带地区的种群均为留鸟，但北部种群会在秋季南飞，穿过马来半岛前往苏门答腊越冬。其迁徙时会形成超过400只的大群。

### 社交
黑冠鹃隼为群居鸟类，在迁徙与越冬时尤甚。泰国春蓬府曾在一日内有4万2千只黑冠鹃隼过境，在越冬地也常有多于20只黑冠鹃隼挤在一处休息的记录。该鸟在越冬地多以7—13只的群体一同捕食。

## 种群保育
目前黑冠鹃隼正面临森林破坏所致的栖息地破坏问题。此外，印度尼西亚学者发现有人在网上将黑冠鹃隼做宠物出售。然而，目前全球仍有数万只黑冠鹃隼，其种群规模较大，IUCN将其评为“无危”。2019年被列入《濒危野生动植物种国际贸易公约》附录II，被中国列为国家二级重点保护野生动物。